# Taylor (Missisipi)
Taylor – miasto w Stanach Zjednoczonych, w stanie Missisipi, w hrabstwie Lafayette.